# یانوش کریزمانیش
یانوش کریزمانیش (به انگلیسی: János Krizmanich) ژیمناست زادهٔ ۶ دسامبر ۱۸۸۰ میلادی اهل کشور مجارستان است.